# Hulladékok szelektálása
A hulladékok szelektálásának története szinte egyidős az emberiséggel, annak növekvő energiaigényével és pazarlásával. Az ókori vizeletgyűjtés a bőrcserzéshez, a középkori koldusok rongygyűjtése, az újkori guberálók a szervezetlen, spontán szelektálást testesítették meg. Napjainkra az emberiség eljutott arra a szintre, hogy már nem tud mit kezdeni a saját hulladékával. A mai társadalmakban a kézi szelektálás mellett telephelyi gépi szelektálási technológiák is léteznek, pl. a háztartási vegyes hulladék szétválogatására. 

## Célja
A szelektív hulladékgyűjtés célja a számunkra már feleslegessé, használhatatlanná vált hulladékoktól segít bennünket környezetbarát módon megválni.
Ma még hazánkban nagy mennyiségű hasznosítható anyag kerül a kukákba, melyek jobb helyen lennének a szelektív hulladékgyűjtő szigeteken, mert így biztosított a hasznosításuk.

### A veszélyes anyagok elkülönítése
A veszélyes hulladékokat külön kell gyűjteni. A veszélyes hulladék leadható a hulladékudvarokban vagy az önkormányzat által szervezett veszélyeshulladék-gyűjtő akciók keretében, melynek helyéről, idejéről az adott önkormányzat ad tájékoztatást.
A leggyakoribb, háztartásokban is fellelhető veszélyes hulladékok, melyeknek már speciális gyűjtése sok helyen megoldott: elem és lejárt vagy feleslegessé vált gyógyszer, a festék, sütőzsiradék, akkumulátor.

### Energiatermelés
A fosszilis tüzelőanyagok fokozatos kimerülése és az évente keletkező egyre több hulladék adja a megoldást a két probléma együttes megoldására. Az éghető hulladékokat kell használni energiatermelésre /szemétégető művek/, ez azonban környezetvédelmi gondokat okozhat és a lakosság sok helyütt nem látja ezeket szívesen.

## Lényege
A hulladékok szelektálása azt jelenti, hogy a keletkező papír, fém, üveg és műanyag hulladékot különválogatva gyűjtjük. Ez többféle módon lehetséges: Gyűjthetjük 4 kukába szelektálva,
vagy egy kukába az összeset, - külön a nem újra hasznosíthatóktól - ha egy utcai szelektív gyűjtőszigetnél ezt később szelektáljuk.
A lényeg az, hogy a különböző újra hasznosítható hulladékok semmiképp ne kerüljenek a vegyes kukába, később a "szeméttelepre" (pontos kifejezéssel: a hulladéklerakóba) a nem újra hasznosíthatókkal együtt, hanem a szelektív hulladékgyűjtőbe helyezzük el. Ez azért fontos, mert a legtöbb hulladék - különválogatva - anyagában újra hasznosítható, vegyesen viszont csak növeli a szeméthegyet.
A lakosság által szelektíven gyűjtött hulladékok még gépi és kézi válogatáson is átesnek. Ilyen az infravörös tartományban működő optikai válogató berendezés. Viszont több okból is célszerű a lakosság általi helyes szelektálás, ezzel nagymértékben hozzá lehet járulni az egész rendszer hatékony működéséhez. A hulladékot célszerű tömöríteni (taposni, összenyomni) a jobb helykihasználás érdekében. 
Néhány anyag (pl. csomagolási hungarocell) egyébként attól függetlenül, hogy szelektív kukába/konténerbe nem dobható, még gyűjthető szelektíven, és néhány hulladékudvar át is veszi.

### Papír
A feldolgozás legfontosabb feltétele, hogy a papír ne legyen szennyezett, zsíros. Figyelni kell arra is, hogy nem kerülhet a papírgyűjtő konténerbe például műanyag, például füzetborító, műanyag mappa, nejlonfólia, műanyag kötözőzsinór, ragasztószalag. Az összegyűjtött anyagot ezért ajánlott papírzacskóba rakni. A legtöbb helyen a tejes- és hasonló, több anyagú kartondobozok is ide dobandók.

### Üveg
Sok helyen még egybe gyűjtik az összes üvegfélét, de akad olyan település is ahol az üveget két nagy csoportba válogatják:
- Fehér üveg: A tiszta, kiöblített italos és egyéb, a háztartásban már feleslegessé vált színezetlen üveg - konzerves, parfümös stb. - tartozik ide. A fém kupakokat el kell távolítani. Tükröt, ablaküveget, villanykörtét, szemüveget, nagyítót, drótszövetes üveget, kerámiát, porcelánt, neoncsövet nem szabad a gyűjtőbe dobni.
- Színes üveg: Színes (zöld, barna, sárga) italos, parfümös, konzerves üvegek. Nem szabad színezetlen (fehér) üveget, drótszövetes üveget, katedrálüveget, kerámiát, porcelánt beledobni.

### Fémek
A fémek talán a legkevésbé érzékenyek a különféle szennyeződésekre. Nagyon fontos ezek szelektív gyűjtése, mert a gazdaságba történő visszaáramoltatásuk igen jelentős energiamegtakarítást eredményez. Példa: fém csomagolódobozok (üdítős, sörös, konzerves stb), háztartási kis fémhulladékok (például evőeszközök). A konzerves, állateledeles dobozokat csak kimosva szabad a gyűjtőbe dobni.

### Műanyag
Üdítős, ásványvizes PET-palackokat, kiöblített háztartási flakonokat és azok lecsavart kupakjait (samponos, habfürdős stb), háztartásban előforduló tiszta fóliát (szatyrok, tasakok, csomagoló fóliák) gyűjtésére szolgál. Tejes és gyümölcsitalos (kombinált) dobozokat minden esetben ki kell mosni és laposra taposni. Nem szabad beledobni zsíros, olajos, háztartási vegyi anyaggal szennyezett (nem kimosott) flakont, tejes, joghurtos poharat, margarinos dobozt, élelmiszer-maradványt tartalmazó műanyagot, hungarocellt, CD-t, magnó- és videó-kazettát, egyéb műanyagnak ítélt hulladékot (például nejlonharisnya).

### Italos karton
A tejes- és hasonló, több anyagú kartondobozok az önkormányzat döntésétől függően a papír vagy műanyag gyűjtőkonténerbe helyezhető. A legtöbb esetben (Budapest sok kerületében is) a papírgyűjtő konténerbe kérik bedobni ezeket. Más településeken pl. a műanyaggal együtt gyűjtik.

### Szelektálást akadályozó termékek
Van néhány olyan termék, melyben a csomagolás, az akkumulátor, vagy elem, és egy elektronika is megtalálható. Például játékok, képeslapok. Az otthoni szelektáláskor ezeket besorolni nehezebb, ezért a vegyes hulladékba kerülhetnek, de a központi hulladékválogató is gondban lehet velük.

## Külső hivatkozások
- Hulladékválogató technológia
- Hulladékok optikai válogatása Archiválva 2021. december 9-i dátummal a Wayback Machine-ben
- Szelektív hulladékgyűjtés információk